# Skeda udde
Skeda udde är en tätort i Linköpings kommun i Östergötland. Orten ligger 15 km söder om Linköping. 

## Befolkningsutveckling
| Befolkningsutvecklingen i Skeda udde 1980–2020 | Befolkningsutvecklingen i Skeda udde 1980–2020 | Befolkningsutvecklingen i Skeda udde 1980–2020 | Befolkningsutvecklingen i Skeda udde 1980–2020 | Befolkningsutvecklingen i Skeda udde 1980–2020 |
| ---------------------------------------------- | ---------------------------------------------- | ---------------------------------------------- | ---------------------------------------------- | ---------------------------------------------- |
|                                                |                                                |                                                |                                                |                                                |
| År                                             |                                                |                                                | Folkmängd                                      | Areal (ha)                                     |
| 1980                                           | 1980                                           |                                                | 288                                            |                                                |
| 1990                                           | 1990                                           |                                                | 295                                            | 30                                             |
| 1995                                           | 1995                                           |                                                | 290                                            | 30                                             |
| 2000                                           | 2000                                           |                                                | 262                                            | 30                                             |
| 2005                                           | 2005                                           |                                                | 253                                            | 30                                             |
| 2010                                           | 2010                                           |                                                | 283                                            | 37                                             |
| 2015                                           | 2015                                           |                                                | 368                                            | 37                                             |
| 2020                                           | 2020                                           |                                                | 401                                            | 37                                             |
| Anm.: Ny tätort 1980                           |                                                |                                                |                                                |                                                |

## Samhället
I Skeda Udde finns idrottsplatsen Uddevallen med isrink, fotbollsplan, löpslinga och klubbhus.
Barnomsorg finns för barn upp till 5 år.

## Näringsliv
Samhället saknar egen industri och pendling sker främst till Linköping. I samhället finns en lanthandel.